# Limite classique
La limite classique ou limite de correspondance est la capacité d'une théorie physique à retrouver pour certaines valeurs de ses paramètres les principes et résultats de la physique classique, c'est-à-dire la physique élaborée jusqu'à la fin du XIXe siècle. La limite classique est utilisée avec des théories physiques qui prédisent un comportement non classique ; l'exemple le plus connu est la mécanique quantique, dont les grandeurs caractéristiques font toujours intervenir la constante de Planck {\displaystyle \hbar } ; sa limite classique est donc le plus souvent associée à la limite {\displaystyle \hbar \rightarrow 0}.

## Théorie quantique
Un postulat appelé principe de correspondance a été introduit en théorie quantique par Niels Bohr (1923) : il stipule que les systèmes quantiques doivent tendre vers un comportement classique  lorsque la valeur de la constante de Planck, normalisée par l'action de ces systèmes, devient très petite. Cette continuité est souvent abordée en physique semi-classique, comme dans l'approximation WKB.

### Conditions du passage à la limite
Plus rigoureusement, on introduit un "paramètre de déformation" {\displaystyle \hbar /S} , où ħ est la constante de Planck réduite et S l'action pertinente pour le système étudié. L'opération mathématique impliquée dans les limites classiques est une contraction de groupe (en) en faisant tendre le paramètre de déformation ħ / S  tend vers zéro. On démontre ainsi, que dans cette limite, les crochets de Poisson classiques peuvent se déduire des commutateurs quantiques.
Dans un article crucial (1933), P.M. Dirac a expliqué comment la mécanique classique est un  phénomène émergent de la mécanique quantique en s'appuyant sur la notion d'intégrale de chemin qu'il a introduite : l'interférence destructive entre les chemins avec des actions macroscopiques non extrêmales ({\displaystyle S\gg \hbar }) annihile leurs contributions d'amplitude, laissant l'action extrêmale S classique comme contribution dominante (voir la section « Limite semi-classique » de l'article Intégrale de chemin) ; une propriété développée plus tard par R. Feynman dans sa thèse de doctorat de 1942.
En général, les objets étudiés en mécanique quantique, quand ils ont une grande énergie et/ou une grande extension spatiale par rapport à leur état fondamental, satisfont cette condition. En effet, l'action de ces systèmes exprimée en unités {\displaystyle \hbar } est très grande ; par exemple, considérons un oscillateur harmonique macroscopique avec une pulsation de 10 Hz, une masse m de 10 grammes et une amplitude maximale x0 de 10 cm, l'action est {\textstyle S\approx E/\omega \approx m\omega x^{2}/2\approx 10^{-4}m^{2}.kg/s}, ce qui correspond à environ {\displaystyle 10^{30}\hbar } et le paramètre {\displaystyle \hbar /S} est donc infiniment petit.
Le passage à la limite peut aussi être analysé en introduisant la longueur d'onde associée aux objets dans l'hypothèse de De Broglie {\displaystyle \lambda =h/mv}. L'objet a un comportement classique (non ondulatoire) lorsque sa longueur d'onde associée est très petite devant son extension spatiale. Dans l'exemple ci-dessus, on trouve en effet une longueur d'onde de l'ordre de {\displaystyle 10^{-32}}cm. 
Les conséquences du principe d'incertitude de Heisenberg, spécifique à la mécanique quantique, donne une autre signature du passage à la limite classique. En raison de ce principe, l'énergie des objets dans leur état fondamental (énergie minimum) n'est jamais nulle, cependant pour les objets macroscopiques, elle est négligeable. Toujours dans l'exemple ci-dessus, l'énergie "quantique" du fondamental est {\displaystyle \hbar \omega /2}, soit environ {\displaystyle 3,3\ 10^{-15}}eV,  à comparer avec l'énergie macroscopique d'environ {\displaystyle 3,1\ 10^{16}} eV. 

### La mécanique dans l'espace des phases
La mécanique quantique et la mécanique classique sont généralement traitées avec des formalismes totalement différents : la théorie quantique s'appuie sur des fonctions d'onde dans un espace de Hilbert ;  la mécanique classique utilise une représentation dans l'espace des phases. Cependant, on peut trouver un cadre mathématique qui leur est commun. Dans la formulation de la mécanique quantique dans l'espace des phases, qui est de nature statistique, des connexions logiques entre la mécanique quantique et la mécanique statistique classique sont établies, permettant des comparaisons naturelles entre elles, y compris la modification du théorème de Liouville (hamiltonien) lors de la quantification.
Dans la perspective du passage à la limite classique, les états cohérents sont des états quantiques de l'oscillateur harmonique, dont les propriétés se rapprochent le plus de la physique classique, quelle que soit la valeur de l'action considérée (voir infra).
En revanche, l'étude du chaos quantique relève de la démarche inverse en introduisant des caractéristiques quantiques dans les trajectoires classiques, dont le caractère chaotique est bien établi.

## Évolution dans le temps des valeurs moyennes
Une façon simple de comparer la mécanique classique à la mécanique quantique est de considérer l'évolution temporelle des valeurs moyennes attendues de la position et de la quantité de mouvement ; elles peuvent être comparées à leur évolution temporelle en mécanique classique selon les équations de Hamilton-Newton. Les valeurs moyennes quantiques sont déterminées par le théorème d'Ehrenfest. Pour une particule quantique unidimensionnelle se déplaçant dans un potentiel {\displaystyle V}, le théorème d'Ehrenfest établit des équations du mouvement analogues à celles de Newton:
{\displaystyle m{\frac {d}{dt}}\langle x\rangle =\langle p\rangle ;\quad {\frac {d}{dt}}\langle p\rangle =-\left\langle V'(x)\right\rangle ;{\text{ où }}V'=dV/dx.}
La première de ces équations est cohérente avec la mécanique classique, la seconde ne l'est pas : Selon la deuxième loi de Newton, le côté droit de la deuxième équation devrait être :
{\displaystyle {\frac {d}{dt}}\langle p\rangle =-V'\left(\left\langle x\right\rangle \right)} .

Mouvement dans l'espace des phases d'un état cohérent dans un potentiel harmonique. Les coordonnées moyennes <x> et

Dans la plupart des cas, {\textstyle \left\langle V'(x)\right\rangle \neq V'(\left\langle x\right\rangle )}; i.e. : la valeur moyenne de la force n'est pas égale à la valeur de la force calculée à la position moyenne ; si {\displaystyle V(x)} est cubique, sa dérivée est quadratique, et la valeur de {\displaystyle \langle x^{2}\rangle } (cas classique) diffère de celle de {\displaystyle \langle x\rangle ^{2}} (cas quantique) par la variance  {\displaystyle (\Delta x)^{2}}. 
La seule exception est celle des potentiels quadratiques (ou linéaires) pour lesquels les deux expressions sont égales. Les position et quantité de mouvement d'une particule quantique libre ou dans un potentiel harmonique, suivent alors exactement les solutions des équations de Newton (cf. états cohérents).   
La physique quantique des états cohérents est donc identique à la physique classique : mis à part la contrainte sur la densité dans l'espace des phases impliquée par le principe d'incertitude de Pauli.  
En général, le mieux que l'on puisse espérer est que la position et la quantité de mouvement attendues suivent approximativement les trajectoires classiques ; ce qui est le cas lorsque la fonction d'onde est fortement concentrée autour d'un point {\displaystyle x_{0}}, alors{\displaystyle V(<x>)\cong <V(x)>=V(x_{0})} ; les trajectoires quantiques attendues restent très proches des trajectoires classiques, tant que la fonction d'onde reste très localisée en position.

## Relativité et autres déformations
D'autres déformations familières en physique impliquent :
- La limite classique de la mécanique relativiste (relativité restreinte) est conditionnée par le paramètre de déformation v/c ;  à la limite classique qui implique de petites vitesses, v/c → 0, et les systèmes suivent la mécanique newtonienne.
- De même, pour la déformation de la gravité newtonienne en relativité générale, dont le paramètre de déformation est le rapport du rayon de Schwarzschild à la dimension caractéristique du système. Lorsque ce paramètre est très petit, on peut considérer que l'espace est localement plat et que les lois de la mécanique classique s'appliquent (voir Limite newtonienne).
- L'optique géométrique  peut également être considérée comme une déformation de  l'optique ondulatoire avec comme paramètre λ/a, le ratio de la longueur d'onde de la lumière sur la taille caractéristique des objets avec lesquels elle interagit.
- De même, le passage de la mécanique statistique à la thermodynamique  peut être considéré comme un déformation dont le paramètre de déformation est {\displaystyle 1/N}  où {\displaystyle N} est le nombre de molécules en interaction

## Voir également
- Formulation mathématique de la mécanique quantique
- Chaos quantique
- Décohérence quantique
- Physique semi-classique
- Transformée de Wigner-Weyl
- approximation WKB